# جورجي سمير
جورجي سمير كروز كامبوس الشهير باسم سمير (بالبرتغالية: Jorge Sammir Cruz Campos‏) (ولد في 23 أبريل 1987 في إيتابونا) لاعب كرة قدم دولي كرواتي ذو أصول برازيلية يلعب في خط الوسط في نادي خيتافي في الدوري الممتاز منذ 2014.

## وصلات خارجية
- جورجي سمير على موقع الاتحاد الدولي (مؤرشف)  (الإنجليزية)
- جورجي سمير على موقع الاتحاد الأوربي (الإنجليزية)
- جورجي سمير على موقع اتحاد كرواتيا (الكرواتية)
- جورجي سمير على موقع قاعدة بيانات كرة القدم.إي يو (الإنجليزية)
- جورجي سمير على موقع ناشيونال فوتبول تيمز (الإنجليزية)
- جورجي سمير على موقع Soccerway.com (الإنجليزية)
- جورجي سمير على موقع AS.com (الإسبانية)

- سيرة ذاتية